# ボク☆ロケット
ボク☆ロケットは、日本の男性歌手、ダイスケのメジャー1枚目のシングル。

## 収録曲
全作詞：ダイスケ
1. ボク☆ロケット [4:51]
作曲：ダイスケ・飯田哲也、編曲：鈴木Daichi秀行
2. 昼下がりのブルース [4:55]
作曲：ダイスケ、編曲：鈴木Daichi秀行
3. ボク☆ロケット -Instrumental-